# 札幌市立平岸高台小学校・札幌市立平岸中学校のぞみ分校
札幌市立平岸高台小学校・札幌市立平岸中学校のぞみ分校（さっぽろしりつ ひらぎしたかだいしょうがっこう・さっぽろしりつ ひらぎしちゅうがっこう のぞみぶんこう）は、北海道札幌市豊平区にある市立の小学校、中学校である。
併設される札幌市児童心理治療センター「ここらぽ」、札幌市自閉症児支援センター「さぽこ」に入所する学齢期児童のための小中学校である。
2014年3月までは、札幌児童心療センターに入院、あるいは札幌市のぞみ学園に入園する学齢期児童のための学校であった。

## 沿革
- 1974年4月 - 札幌市立澄川小学校にのぞみ学級を開設。
- 1975年4月 - 札幌市立平岸中学校にのぞみ学級を開設。
- 1993年5月 - 仮校舎に移転。
- 1993年11月 - 札幌市立平岸高台小学校・札幌市立平岸中学校のぞみ分校として独立する。
- 1994年2月 - 現在地に新校舎が完成し移転する。
- 1994年5月 - のぞみ分校開校・校舎落成記念式典並びに祝賀会を開催。
- 1996年1月 - 体育館が完成。
- 2003年11月 - のぞみ分校開校10周年記念式典を開催。
- 2013年10月 - のぞみ分校開校20周年記念式典を開催。
- 2014年3月 - 一時休校。
- 2015年4月 - 隣接する札幌市児童心理治療センター「ここらぽ」、札幌市自閉症児支援センター「さぽこ」の開設に伴い、再開校する。

## 所在地
- 北海道札幌市豊平区平岸4条18丁目1番25号